# 米科拉伊夫卡 (錫內利尼科韋區米科拉伊夫卡市鎮)
48°23′9″N 36°19′2″E / 48.38583°N 36.31722°E

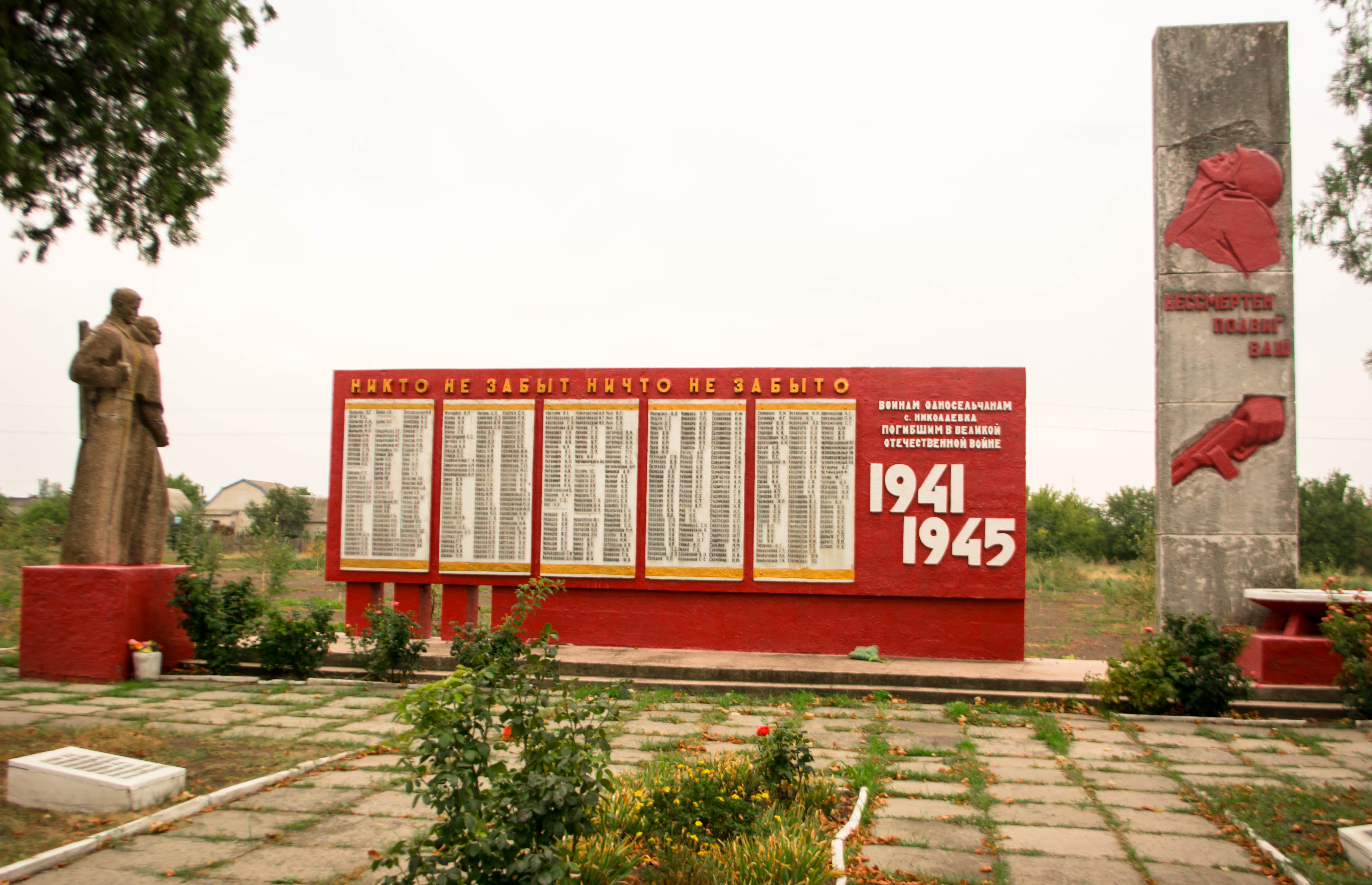
二战纪念碑

米科拉伊夫卡（羅馬化：Mykolaivka）是位於烏克蘭中部第聶伯羅彼得羅夫斯克州錫內利尼科韋區米科拉伊夫卡市鎮的村莊。處於薩馬拉河左岸，分別距離德米特里夫卡4公里和彼得罗巴甫利夫卡7公里，2024年人口3,000。